# Anna Louisa Karsch
Œuvres principales
- Auserlesene Gedichte von Anna Louisa Karschin, 1764.
- Gedichte von Anna Louisa Karschin geb. Dürbach. Nach der Dichterin Tode nebst ihrem Lebenslauff herausgegeben von ihrer Tochter C. L. v. Klenke geb. Karschin, 1792.
- Leben der A. L. Karschin, geb. Dürbach, 1762.

Anna Louisa Dürbach, épouse Hirsekorn puis Karsch, née le 1er décembre 1722 à Hammer et morte le 12 octobre 1791 à Berlin, était une poète allemande connue de ses contemporains sous le pseudonyme “Die Karschin”.

## Biographie

### Origine et jeunesse
D'origine humble, Anna Louisa Dürbach est née en 1722 à Hammer en Silésie. Sa vie a été marquée par la pauvreté et deux mariages abusifs. Fille d'un aubergiste, Christian Dürbach, elle est élevée après la mort de son père en 1728, chez un parent à Trzciel qui lui apprend à lire et à écrire et lui permet d'acquérir des bases en latin car elle n'avait reçu aucune éducation formelle. En 1732, ayant atteint l'âge de se rendre utile, sa mère l'a fait revenir comme nounou et femme de ménage.
En 1738, elle se marie avec un drapier, Michael Hirsekorn, avec qui elle a quatre enfants. C'est à cette époque qu'elle écrit ses premiers poèmes, mais son mari se montre violent et n'accepte pas sa passion. En 1748, il demande le divorce et, enceinte, elle doit retourner chez sa mère sans soutien.

### Début de la reconnaissance
En 1749 elle se marie avec le tailleur Daniel Karsch de la ville polonaise de Wschowa avec qui elle a trois autres enfants. Mais comme le précédent, ce mariage n'est pas heureux, car Karsch est un gros buveur. À côté de l'éducation des enfants, elle commence à écrire des poèmes pour les fêtes de famille  et obtient une petite notoriété en Silésie voisine. Après le déménagement de la famille à côté de Głogów en 1755, elle devient un poète à la réputation et au talent grandissant et à qui on fait appel pour écrire des vers pour les occasions familiales et solennelles comme les mariages, les funérailles des paysans et des événements sociaux. Cela attire l'attention d'un enseignant local qui lui procure son aide. Ses poèmes paraissent dans les journaux locaux en Silésie et un groupe de disciples essentiellement composé de pasteurs luthériens et leurs épouses se forme.
Pendant la guerre de Sept Ans et la campagne de Prusse contre l'Autriche en Silésie, elle compose de nombreux poèmes à la gloire du roi Frédéric le Grand et de la Prusse qui la font connaitre à travers le pays jusqu'à Berlin. C'est à cette époque qu'elle se sépare de son deuxième mari parti à la guerre. Son poème Klagen einer Witwe (« Lamentations d'une veuve ») attire l'attention d'un général prussien, le baron Rudolf Gotthard Von Kottowitz. En 1761, avec l'aide de ce dernier, elle entre à la cour de Frédéric et dans les salons littéraires où elle fait sensation par sa capacité à créer des poèmes à partir des mots ou des expressions qu'on lui donne.

### Apogée
Ses dons naturels en tant que poète stupéfient ses contemporains. Son ami et conseiller littéraire Johann Wilhelm Ludwig Gleim lui donne le surnom de Sapho allemande en 1761. Frédéric II décide de lui donner une pension et  de faire construire une maison pour elle. Jusqu'à 1762, des bienfaiteurs financent la vie d'Anna Louisa Karsch à Halberstadt et Magdebourg. Elle fréquente couramment la cour de Friedrich II et de la reine Élisabeth-Christine de Brunswick-Wolfenbüttel-Bevern à Magdebourg. Elle entretient des contacts étroits avec le prince Ferdinand de Brunswick-Lunebourg, le comte Heinrich Ernst zu Stolberg-Wernigerode et le comte Christian Friedrich zu Stolberg-Wernigerode. Elle écrit des textes pour Anne Amélie de Prusse, l'abbesse de Quedlinbourg.
Mais le temps passant, sa notoriété à la cour diminue et elle retombe dans la pauvreté. À la mort du roi, elle s'approche de son successeur, Friedrich Wilhelm II (Frédéric-Guillaume II) en 1787, qui accepte de respecter la promesse de son prédécesseur. On lui construit une maison dans laquelle elle continue à composer des poèmes, jusqu'à sa mort en 1791. Après son retour à Berlin, elle doit alors, de nouveau, financer elle-même le nécessaire pour subsister. Son ami, Daniel Chodowiecki qui réalise des miniatures, lui demande de les compléter avec sa poésie. Johann Wilhelm Ludwig Gleim l'incite également à faire publier son premier recueil de poèmes Auserlesene Gedichte qui lui permet d'obtenir un petit revenu, mais il est totalement ignoré par la critique.

### Fin de vie et postérité

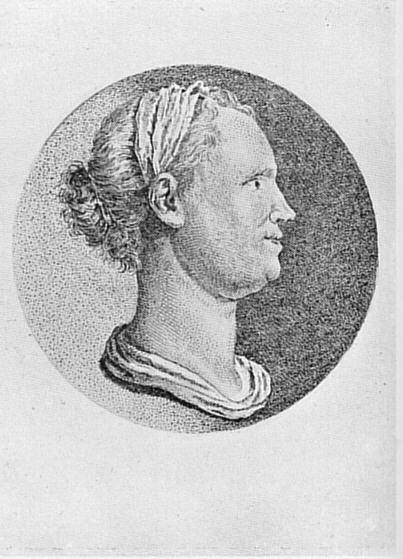
Portrait

Anna Louisa Karsch entretien une correspondance avec Goethe qui lui rend visite en 1778. En 1784 une sculpture la représentant, première statue publique pour un poète germanophone, est installée dans le parc "Spiegelsberge" près d'Halberstadt. Actuellement, elle se trouve dans le musée Gleimhaus à Halberstadt.
Après sa mort en 1791, sa fille Caroline Louise von Klencke qui eut souvent des relations difficiles avec sa mère publie l'année suivante, un nouveau recueil de ses poèmes. Sa tombe se trouve dans l'église Sainte-Sophie à Berlin-Mitte et porte l'inscription Kennst Du, Wandrer, sie nicht / So gehe und lerne sie kennen (La connais-tu, voyageur ? Et bien va, et apprends à la connaître). En 2001, on lui consacre une rue Anna-Louisa-Karsch-Strasse à proximité de son ancienne maison.
Sa fille Caroline Luise von Klencke est devenue poète et dramaturge respectée, et sa petite-fille Helmina von Chézy (1783-1856), né Wilhelmine von Klencke à Berlin, est devenu un auteur, dont la pièce Rosamunde (1823) fut accompagnée d'une musique  de scène par Franz Schubert.

## Œuvre
- Auserlesene Gedichte von Anna Louisa Karschin, 1764 (Édition Gleim).
- Gedichte von Anna Louisa Karschin geb. Dürbach. Nach der Dichterin Tode nebst ihrem Lebenslauff herausgegeben von ihrer Tochter C. L. v. Klenke geb. Karschin, 1792.
- Leben der A. L. Karschin, geb. Dürbach, 1762, EA 1831.

Éditions récentes:
- B. Beuys (Hrsg.): Herzgedanken. Das Leben der „deutschen Sappho“ von ihr selbst erzählt. Francfort-sur-le-Main, 1981.
- R. Nörtemann (Hrsg.): Mein Bruder in Apoll. Briefwechsel zwischen Anna Louisa Karsch und Johann Wilhelm Ludwig Gleim. 2 vol., Göttingen, 1996.
- Gerhard Wolf (Hrsg.): O, mir entwischt nicht, was die Menschen fühlen. Gedichte und Briefe, Stimmen von Zeitgenossen. Märkischer Dichtergarten. Berlin, 1981.
- Regina Nörtemann (Hrsg.):  Die Sapphischen Lieder: Liebesgedichte. Göttingen, 2009.